# گالاتیا (قبرس)
گالاتیا (یونانی: Γαλάτεια ترکی استانبولی: Mehmetçik) دفاکتو در ناحیه اسکله کشور به رسمیت نشناخته‌شده قبرس شمالی واقع شده‌است. جمعیت این شهر ۱٬۲۵۰ نفر است.